# Астіл Кротонський
Астіл Кротонський (*Ἀστύαλος ὁ Κροτωνιάτης, д/н —після 480 до н. е.) — давньогрецький атлет, бігун на різні дистанції, багаторазовий переможець античних Олімпійських ігор.

## Життєпис
Походив з давнього міста Кротон (Велика Греція). Про дату народження й соціальний статус Астіла відсутні якійсь відомості.
У 488 році до н. е. на 73-х Олімпійських іграх переміг у змаганнях з діаулосу (подвійному бігу на стадій) та доліхосу (довгому бігу). Завдяки цьому став дуже популярним й шанованим на батьківщині.
У 484 році до н. е. на запрошення сиракузького тирана Гелона погодився представляти місто Сиракузи під власним ім'ям. У відповідь влада Кротону, яка дотримувалася демократії, позбавила його громадянства, мешканці зруйнували статую Астіла (встановлена на честь перемог), а його будинок перетворили на в'язницю на ознаку неповаги. Родина Астіла відмовилася від нього.
Тим не менш Астіл на 74-х Олімпійських іграх 484 року до н. е. знову переміг у діаулосі та доліхосі, ставши 4-разовим олімпіоніком. Цим уславив свою нову батьківщину. Гієрон в свою чергу також нагородив атлета.
У 480 році до н. е. на 75-х Олімпійських іграх Астіл переміг у діаулосі, доліхосі, а також гоплітодромі (біг в обладунках зі зброєю), ставши другим атлетом, що здобув 3 перемоги на одній Олімпіаді, а загалом 7-разовим олімпіоніком. Про подальшу долю Астіла відсутні відомості.